# زکی فرایرز
ازکیل دیوید فرایرز (انگلیسی: Ezekiel David Fryers؛ زاده ۹ سپتامبر ۱۹۹۲) یک بازیکن فوتبال اهل انگلستان است.